# 니조 야스미치
니죠 야스미치(일본어: 二条 康道 にじょう やすみち[*])는 에도 시대 전기의 공경이자 후지와라 씨장자이다. 후지와라씨 섭관가 니죠가의 16대 당주이다. 섭정, 좌대신까지 올랐다. 관백 쿠죠 유키이에의 장남이고, 어머니는 도요토미 사다코이다. 양부는 큰숙부 니죠 아키자네이다. 쿠죠 미치후사, 마츠도노 미치모토 등의 형이다. 아명은 마츠즈루(松鶴)이다. 

## 약력
게이초 18년 (1613년), 정5위하에 올라 원복하였으며, 도쿠가와 이에야스로부터 "康"자를 받아 야스미치(康道)라고 칭했다 (이 후, 니죠 나리유키대까지 도쿠가와 쇼군가로부터 편휘를 받게 되었다).
간분 6년 (1666년), 60세의 나이로 사망했다.
정실은 테이시 내친왕 (고요제이 천황의 황녀, 고미즈노오 천황의 동생), 자녀로는 니죠 미츠히라, 즈이테인 닛츠 (즈이류지 3세), 카잔인 센지 (지쥬인 5세)가 있다.

## 일화
- 마츠나가 테이토쿠에게 하이카이를 배웠다.
- 2대 쇼군 도쿠가와 히데타다가 사망하자, 막부는 히데타다의 원호 선정을 조정에 요청하였다. 그 결과 조정에서는 야스미치가 의감한 다이토쿠인(台徳院)으로 정하고, 이를 막부가 승낙했다.
- 메이쇼 천황 (사촌동생)이 15세이었던 1637년 (간에이 14년) 12월에 고미즈노오 상황은 섭정의 야스미치를 관백으로 할 것을 지시했다. 그러나, 교토쇼시다이 이타쿠라 시게무네가 맹렬히 반발하면서 무산되었다.
- 츠구히토 친왕의 원복 의례 때 카칸(加冠)을 지냈다.
- 정주학파에 경도된 고코묘 천황은 야스미치의 추천으로, 민간에서 초산이린안(朝山意林庵)을 초대해 진강을 받았다.

## 관직 이력
- 게이초
  - 18년 (1613년) - 정5위하 좌근위소장
  - 19년 (1614년) - 종4위하
  - 20년 (1615년) - 종3위
- 겐나
  - 원년 (1615년) - 좌근위중장
  - 2년 (1616년) - 곤츄나곤
  - 5년 (1619년) - 곤다이나곤, 정3위
  - 6년 (1620년) - 종2위 우근위대장
  - 7년 (1621년) - 내대신
  - 8년 (1622년) - 정2위
  - 9년 (1623년) - 좌근위대장
- 간에이
  - 3년 (1626년) - 좌근위대장 사퇴
  - 6년 (1629년) - 우대신
  - 9년 (1632년) - 좌대신
  - 12년 (1635년) - 섭정, 후지와라 씨장자
  - 14년 (1637년) - 좌대신 사퇴
  - 16년 (1639년) - 종1위
- 쇼호
  - 4년 (1647년) 섭정 사퇴

## 계보
- 아버지 : 쿠죠 유키이에
- 어머니 : 도요토미 사다코 - 도요토미 히데카츠의 딸
  - 아들 : 니죠 미츠히라 (1625년 - 1682년)
- 생모 불명의 자녀
  - 딸 : 카잔인 센지 (華山仙禅師, ? - 1671년) - 지쥬인
  - 딸 : 즈이테인 닛츠 (瑞照院日通, ? - 1672년) - 즈이류지

## 등장작품
- 아오이 도쿠가와 삼대 (2000년, NHK대하드라마, 배우 야마무라 카즈유키)